# Peter Gabriel (Security)
Peter Gabriel (Security) ist das vierte reguläre Solo-Studioalbum und das vierte Album insgesamt des englischen Singer-Songwriters und Rock-Musikers Peter Gabriel und wurde am 6. September 1982 von Charisma Records veröffentlicht und ist das vierte von vier Alben mit demselben Titel.

## Hintergrund
Analog zu den drei vorangegangenen Veröffentlichungen lautet der Titel schlicht Peter Gabriel, wobei die US-amerikanische Plattenfirma Geffen Records aus Marketinggründen den Titel Security hinzufügte.
Auf seinem ersten voll digital aufgenommenen Album statuierte Gabriel die als Weltmusik bezeichnete Synthese aus westlicher Popularmusik mit Anleihen traditioneller, nichtwestlicher Musikformen in seinem Gesamtwerk.
Das allererste WOMAD-Festival fand an dem Wochenende vom 16. bis 18. Juli 1982 auf dem 240 Hektar großen Bath and West Showground in Somerset statt. An dem Freitagabend der drei Konzerttage trat Peter Gabriel mit seiner Band und mit einem „speziellen Festival-Set mit Nicht-Album-Material“ in dem Showering Pavillon auf dem Festivalgelände auf. Das Album Live at WOMAD 1982 mit dem Erscheinungsdatum 8. August 2025 ist eine Aufnahme dieses Auftritts. Bei den Nicht-Album-Songs zu diesem Zeitpunkt handelte es sich um sieben der acht Songs, aus denen das Album Peter Gabriel (Security) besteht, das zwei Monate später veröffentlicht wurde. Lediglich der Titel Wallflower fehlte. Auf der Bühne wurde Gabriel von David Rhodes (Gitarre), John Giblin (Bass), Larry Fast (Synthesizer), Jerry Marotta (Schlagzeug), Peter Hammill (Gitarre, Gesang) und der Drum- und Tanzgruppe Ekomé aus Bristol (Schlagzeug, Perkussion), begleitet.

## Entstehung
Die Aufnahmen zum vierten Album fanden 1981 in dem als Ashcombe House bezeichneten Hausstudio in Swainswick, Somerset, England statt, welches sich in unmittelbarer Nähe zu den heutigen Real World Studios befand. Gabriel arbeitete mit diesem Album die auf Peter Gabriel (Melt) von 1980 zunächst marginal eingesetzten Einflüsse nichtwestlicher Musikformen weiter aus und bereicherte das musikalische Spektrum seines Schaffens durch elektronische Klänge des Fairlight CMI Samplers. Das für damalige Verhältnisse exorbitant teure Instrument erlaubte die Wiedergabe von Samples und Loops eigens aufgenommener Klangereignisse, was ein signifikantes Novum im Werk Gabriels darstellt.
The Rhythm of the Heat basiert auf den Erfahrungen Carl Gustav Jungs, der mit afrikanischen Musikern zusammenarbeitete. In San Jacinto wird die Angst vor Überfremdung der amerikanischen Ureinwohner durch die moderne westliche Gesellschaft thematisiert. Darüber hinaus ist Shock the Monkey eine Betrachtung von Eifersucht und Panik. Der Titel ist auch Teil des Soundtracks zum Film Project X mit Matthew Broderick in der Hauptrolle. In der 110. Episode von South Park ist Shock the Monkey ebenfalls zu hören. Lay Your Hands on Me handelt von Selbstentfremdung, was bereits auf früheren Alben Peter Gabriels behandelt wurde. Gabriel ließ sich als Showelement in der Liveperformance des Titels auf die ausgestreckten Hände der Zuschauer fallen. Er leistete somit einen Beitrag zur Popularisierung des Stagedivings. In The Family and the Fishing Net wird ein Blick auf die zermürbenden Aspekte des Ehelebens geworfen. Wallflower ist ein Stück über die Situation politischer Gefangener und würde in instrumentaler Form zum späteren Soundtrack von Alan Parkers Birdy gehören, den Gabriel komplett komponierte. Einen Monat nach der Veröffentlichung des Albums im Vereinigten Königreich wurde eine Dokumentation zur Entstehung in einer Folge der South Bank Show gezeigt.
2002 erschien das Album im Zuge der Wiederveröffentlichung des gesamten Backkataloges als Remastered Version.

## Deutsches Album
Eine Version des Albums mit deutschen Texten übertragen von Horst Königstein wurde ebenfalls 1982 mit dem Titel Deutsches Album veröffentlicht, die am 1. November 1982 in Westdeutschland erschien. Peter arbeitete sorgfältig mit Horst Königstein zusammen, um sicherzustellen, dass die deutschsprachigen Texte mehr sind als einfache Übersetzungen der Originale. Die Sprache vermittelt nicht nur die Bedeutung und die beabsichtigte Bildsprache der einzelnen Songs, sondern ermöglicht es den Worten auch, zur Musikalität der Platte beizutragen. Wie bei Ein deutsches Album nutzte Peter auch hier die Gelegenheit, die Musik zu überarbeiten und die Sprache zu ändern. Das Ergebnis sind deutliche musikalische Unterschiede im Vergleich zur englischsprachigen Ausgabe.

## Titelliste
Alle Lieder wurden von Peter Gabriel geschrieben.

### Album
1. The Rhythm of the Heat – 5:15
2. San Jacinto – 6:22
3. I Have the Touch – 4:33
4. The Family and the Fishing Net – 7:02
5. Shock the Monkey – 5:31
6. Lay Your Hands on Me – 6:03
7. Wallflower – 6:29
8. Kiss of Life – 4:17

### Deutsches Album
1. Der Rhythmus der Hitze – 5:36
2. Das Fischernetz – 6:45
3. Kon Takt! – 4:31
4. San Jacinto – 6:13
5. Schock den Affen – 5:43
6. Handauflegen – 6:02
7. Nicht die Erde hat dich verschluckt – 5:59
8. Mundzumundbeatmung – 4:54

## Mitwirkende

### Musiker
- Ekome Dance Company – afrikanische Perkussion
- John Ellis – E-Gitarre
- Larry Fast – Moog & Synthesizer, Programmierung
- Jill Gabriel – Gesang
- Peter Gabriel – Gesang, Begleitgesang, Perkussion, Tasteninstrumente, Fairlight CMI
- Peter Hammill – Gesang
- Roberto Laneri – Saxophon
- Tony Levin – Bassgitarre, Fretless Bass, Chapman Stick
- David Lord – Moog, Tasteninstrumente, Fairlight CMI, Programmierung, Synthesizer, Prophet 5
- Jerry Marotta – Schlagzeug
- Stephen Paine – Fairlight CMI, Synthesizer, Programmierung
- Morris Pert – Timbales, Perkussion, Flöte
- David Rhodes – E-Gitarre

### Technisches Personal
- Ian Cooper – Mastering-Techniker
- David Gardner – Bilder
- Peter Gabriel – Produktion, Abbildungen
- dj – Fotografie
- Ron Hart – Typografie
- Mike King – Schnitt
- David Lord – Toningenieur, Produktion
- Neil Perry – Assistent des Toningenieurs
- Malcolm Poynter – Bilder
- Andy Rose – Toningenieur
- Tim Wybrow – Toningenieur

## Rezeption

### Auszeichnungen für Musikverkäufe
| Land/Region                  | Auszeichnungen für Musikverkäufe (Land/Region, Auszeichnung, Verkäufe) | Verkäufe |
| ---------------------------- | ---------------------------------------------------------------------- | -------- |
| Kanada (MC)                  | Platin                                                                 | 100.000  |
| Vereinigte Staaten (RIAA)    | Gold                                                                   | 500.000  |
| Vereinigtes Königreich (BPI) | Gold                                                                   | 100.000  |
| Insgesamt                    | 2× Gold · 1× Platin ·                                                  | 700.000  |